# Roberto Bendini
Roberto Fernando Bendini (Argentina, 28 de julio de 1945-Del Viso, 14 de abril de 2022) fue un militar argentino que se desempeñó como jefe del Estado Mayor General del Ejército desde el 28 de mayo de 2003 hasta el 19 de septiembre de 2008.

## Biografía
Estuvo casado con Marta Amelia Piñero, con quien tuvo cuatro hijas: María Magdalena, María Jorgelina, María Agustina y María Clara.
Ingresó en 1965 al Colegio Militar de la Nación. Egresó como subteniente de Caballería el 18 de diciembre de 1968. Entre sus destinos de mayor relevancia se destacan los siguientes:
Prestó servicios en estos destinos: Escuela de Caballería, Regimiento de Caballería de Tanques 8 «Cazadores General Necochea», Batallón Logístico 9, Regimiento de Granaderos a Caballo «General San Martín», Colegio Militar de la Nación y en la Escuela Superior de Guerra «Teniente General Luis María Campos». El 31 de diciembre de 1983 ascendió al grado de mayor.
Como oficial jefe sirvió en el Comando de la V Brigada de Infantería. Luego en la Secretaría General del Ejército, Jefatura III-Operaciones del Estado Mayor General del Ejército. Desde agosto de 1988, por doce meses, se desempeñó como observador militar y 2.º jefe de Operaciones en el Grupo de Observadores Militares de las Naciones Unidas en Irak. Entre 1991 y 1992, fue jefe del Regimiento de Caballería de Tanques 11 de Puerto Santa Cruz. En 1993, fue jefe del Batallón Ejército Argentino III desplegado en Croacia integrando la Operación UNPROFOR. En 1994, revistó en el Estado Mayor Conjunto de las Fuerzas Armadas.
El 31 de diciembre de 1994, se aprobó su ascenso a la jerarquía de coronel. Desde ese entonces fue destinado a los siguientes cargos: desde diciembre de 1994 hasta febrero de 1997, en la Dirección de Reclutamiento y Movilización del Estado Mayor General del Ejército. En marzo de 1997 cursó en el Colegio de Guerra del Ejército de los EE. UU. hasta junio de 1998. Entre junio de 1998 y julio de 1999, se desempeñó como agregado militar adjunto en la Agregaduría Militar en los EE. UU. A su regreso al país ascendió a coronel mayor y fue destinado a la Dirección de Política y Estrategia del Estado Mayor Conjunto de las Fuerzas Armadas.
Desde marzo de 2001 hasta mayo de 2003, se desempeñó como comandante de la XI Brigada Mecanizada. El 31 de diciembre de 2001, fue objeto de promoción a general de brigada.
Durante el año 1993, fue representante militar argentino en la Reunión para la Organización de las Fuerzas Armadas de Paz en Bosnia-Herzegovina.
En septiembre de 1996, fue designado codirector en el ejercicio Morning Star llevado a cabo en el Colegio de Guerra de las Fuerzas de Defensa de Sudáfrica.
Desde julio de 1998 hasta julio de 1999, fue delegado del Ejército Argentino ante la Junta Interamericana de Defensa.

### Titular del Ejército Argentino
Fue designado por decreto del presidente de la Nación Argentina jefe del Estado Mayor General del Ejército el 28 de mayo de 2003. El principal objetivo que subyacía el nombramiento de Garré al frente de Defensa era la integración de las Fuerzas Armadas al proceso democrático y la recuperación de su prestigio ante la sociedad, durante su etapa se produjo el desvinculamiento de la Doctrina de Seguridad Nacional que había sido impuesta por los Estados Unidos a los países latinoamericanos en el marco de la Guerra Fría, mediante el entrenamiento de oficiales de distintos países de América Latina en la Escuela de las Américas, y que siguió en vigor en Argentina
El 24 de marzo de 2004, en acatamiento de una orden del presidente de la Nación Néstor Kirchner en el Colegio Militar de la Nación, descolgó los cuadros de los expresidentes de facto, Jorge Rafael Videla y Reynaldo Bignone.

## Condecoraciones y distintivos
- «Oficial de Estado Mayor» Escuela Superior de Guerra
- «Distintivo Aptitud Especial de Acorazados»
- «Distintivo Aviador Militar»
- «Distintivo Julio Argentino Roca por años de Servicio en el Sur»
- «Aptitud Aplicativa al Combate»
- «Distintivo al Mérito de Caballería»